# Johnny Broers
Johnny Broers (Maartensdijk, 9 aprile 1959) è un ex ciclista su strada olandese, professionista dal 1980 al 1986 e poi nuovamente per una stagione nel 1988.
Non colse alcun successo da professionista, se non una piccola kermesse in Belgio. Fra suoi piazzamenti, il terzo posto nella Freccia del Brabante 1981, il secondo posto nella classifica generale alla Ronde van Nederland 1983 ed il terzo posto alla Amstel Gold Race 1985.
Anche suo figlio Remco è un ciclista professionista.

## Palmarès
- 1978 (dilettanti)

Ronde van Gouda
- 1979 (dilettanti)

Ronde van Zuid-Holland
Trofee Jan van Erp
- 1980 (dilettanti)

Omloop Het Volk voor Beloften
7ª tappa 2ª semitappa Olympia's Tour
2ª tappa Omloop van Zeeuws-Vlaanderen
- 1987 (dilettanti)

Ronde van Midden-Nederland

### Altri successi
- 1983

Kermesse di Wanzele

## Piazzamenti

### Grandi Giri
- Tour de France

1981: 113º
1982: ritirato (2ª tappa)
- Vuelta a España

1982: 28º

### Classiche monumento
- Milano-Sanremo

1981: 57º
- Liegi-Bastogne-Liegi

1983: 51º
1986: 36º
1988: 46º